# Onthophagus liopterus
Onthophagus liopterus är en skalbaggsart som beskrevs av Edgar von Harold 1880. Onthophagus liopterus ingår i släktet Onthophagus och familjen bladhorningar. Inga underarter finns listade i Catalogue of Life.